# N. Snellenburg & Company
N. Snellenburg & Company, beter bekend als Snellenburg's, was een middenklassewarenhuis en groothandel in kleding, gevestigd in Philadelphia, Pennsylvania. Het bedrijf, opgericht in 1869,  groeide uit tot de grootste kledingfabrikant ter wereld en had op een gegeven moment 3.000 werknemers. Het bedrijf verkocht de kleding rechtstreeks vanuit de werkplaats aan de consument, de drager, waardoor de kleding voor lagere prijzen verkocht kon worden. De slogan was "The Thrifty Store for Thrifty People." Rond 1952 werd het bedrijf overgenomen door Bankers Securities Corporation, eigendom van Albert M. Greenfield, maar bleef tot de sluiting in 1962 een familiebedrijf. De locaties in de voorsteden werden vervolgens overgenomen door Lit Brothers .

## Vlaggenschipwinkel en fabriek
Het bedrijf verhuisde in 1889 van de locatie aan South Street, waar het in 1869 door Joseph Snellenburg was opgericht, naar de hoek 12th Street en Market Street. De winkel bevond zich op een locatie die bekend stond als het "Girard Estate." Destijds waren de directeuren van het bedrijf Nathan Snellenburg, Samuel Snellenburg, Simon L. Bloch en Joseph J. Snellenburg. De Snellenburg's Clothing Factory op North Broad Street 642 in Philadelphia, gebouwd in 1905, werd in 1986 toegevoegd aan het National Register of Historic Places. Het N. Snellenburg Company Department Store Warehouse, North 10th Street 1825-1851, in Philadelphia, werd in 1914 gebouwd en in 2003 toegevoegd aan het National Register of Historic Places. In 1965 werd de herenmodewinkel op South 11th Street 34 de eerste vestiging van het Community College of Philadelphia. Het gebouw werd tot 2015 gebruikt door de familierechtbank van Philadelphia. De zes verdiepingen tellende vlaggenschipwinkel op de hoek van 12th en Market Street werd later teruggebracht tot twee verdiepingen en herontwikkeld als onderdeel van het Reading Terminal-project. In 2015 werd het volledig gesloopt.

## Wilmington
In 1895 opende het bedrijf een filiaal op de hoek van 7th Street en Market Street in Wilmington, Delaware. De winkelmanager was David Snellenburg. De winkel aan Market Street sloot in 1932 zijn deuren vanwege de Grote Depressie en vanwege de concurrentie van James T. Mullen's verderop in de straat. Tussen 1932 en 1938 had het bedrijf nog een distributiepunt op Vandever Avenue 207. 

## Naar de buitenwijken
In oktober 1953 opende Snellenburg een winkel in het Snellenburg Shopping Center in Willow Grove, Pennsylvania. Er was nog een winkel op de hoek 24th Street en Oregon Avenue in Philadelphia, en een in de wijk Lawrence Park in Broomall, Pennsylvania, op Sproul Road. Op 29 oktober 1960 hield presidentskandidaat John F. Kennedy een toespraak op beide locaties. Er was ook een winkel in het centrum van Atlantic City, New Jersey, bij Atlantic & Carolina. Toen Snellenburg in 1962 zijn filiaal in het centrum van Philadelphia sloot, werden de vestigingen in de voorsteden verkocht aan Lit Brothers.
- Library of Congress Control Number: no2018029579
- Virtual International Authority File: 6762152080607007230005